# Alaska State Museum

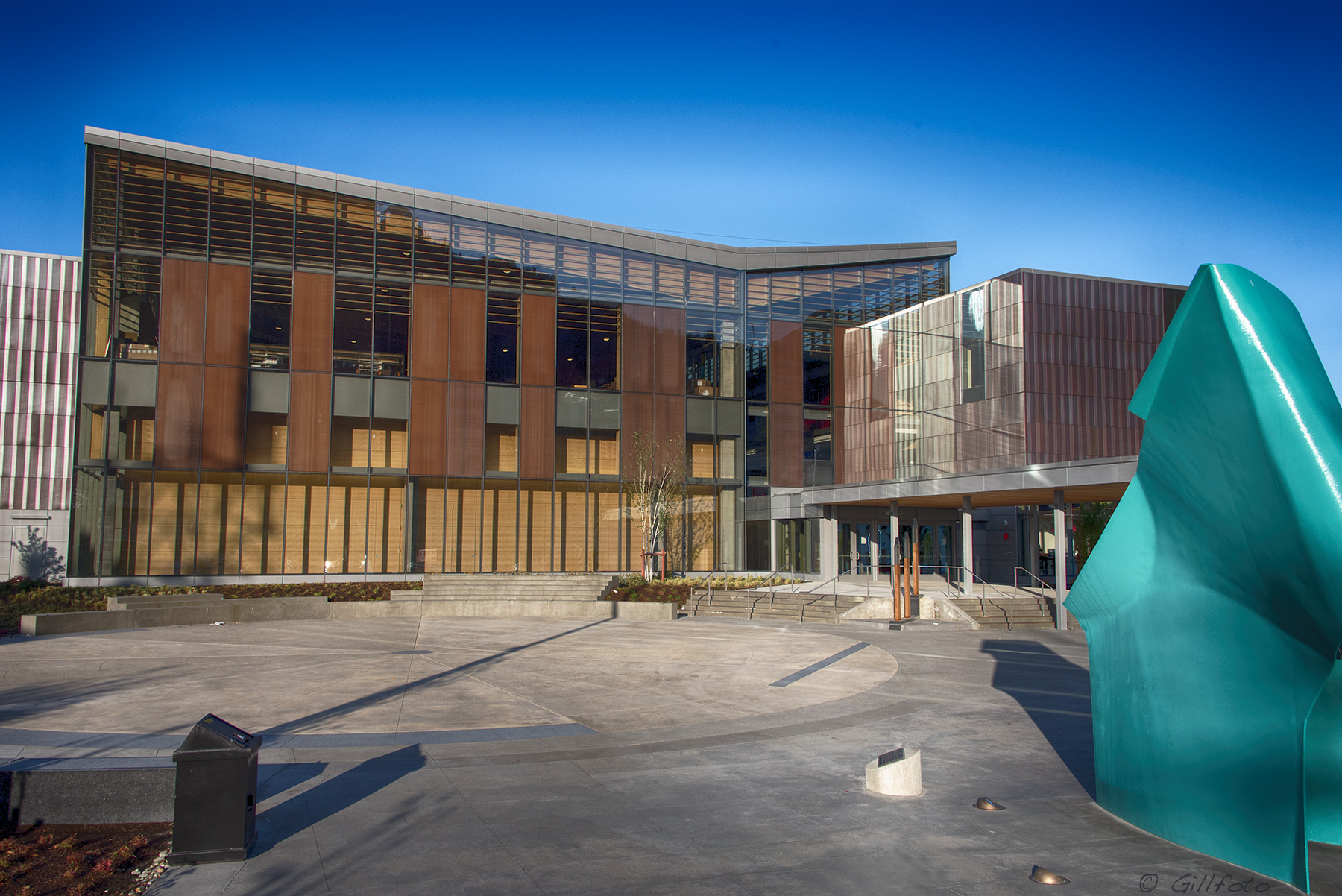
Father Andrew P. Kashevaroff State Library, Archives and Museum Building.jpg

Das Alaska State Museum ist ein Museum in Juneau, der Hauptstadt Alaskas.
Die Gründung des Museums fand auf eine Initiative des Kongresses am 6. Juni 1900 statt. Aufgabe des Museums war das Sammeln, Erhalten und Ausstellen von Artefakten und Medien aus der Region. Die Bestände nahmen schnell zu, es gab jedoch zunächst keinen geeigneten Ort, um diese auszustellen und der Öffentlichkeit zugänglich zu machen. Erst 20 Jahre nach der Gründung konnte die Sammlung in den Räumlichkeiten des Arctic Brotherhood Buildings in Juneau ausgestellt werden.
1923 übernahm die Verwaltung des Alaska-Territoriums die Verantwortung für das Museum, das nun auch Forschung betrieb, Führungen anbot und einen Bildungsauftrag hatte. Mitte der 1940er war die Sammlung zu groß für die verfügbaren Räumlichkeiten geworden. 1967, zum hundertsten Jahrestag des Kaufs Alaskas von Russland, wurde für Juneau eine einprozentige Mehrwertsteuererhöhung zur Finanzierung einer neuen Anlage für das Museum eingeführt.
Juneau übertrug daraufhin die Eigentumsrechte und die Führung des Museums an den Bundesstaat Alaska. Seit dieser Zeit ist der Umfang der Sammlung von 5500 auf 27.000 Objekte angewachsen. 1975 wurde das Alaska State Museum erstmals von der American Association of Museums offiziell anerkannt.